# Deathless
| Оценки критиков | Оценки критиков |
| Источник        | Оценка          |
| --------------- | --------------- |
| Exclaim!        | 3/10            |

Deathless — пятый альбом американской металкор-группы Miss May I, вышедший 7 августа 2015 года на лейбле Rise Records. Продюсером альбома стал Джоуи Стёрджис, работавший с группой над первыми двумя альбомами (Apologies Are for the Weak и Monument). Альбом попал на 45 строчку списка топ-50 альбомов 2015 года по версии журнала «Rock Sound».

## Список композиций
| №   | Название                             | Длительность |
| --- | ------------------------------------ | ------------ |
| 1.  | «I.H.E.»                             | 3:47         |
| 2.  | «Trust My Heart (Never Hope to Die)» | 2:53         |
| 3.  | «Psychotic Romantic»                 | 3:16         |
| 4.  | «Deathless»                          | 3:51         |
| 5.  | «Bastards Left Behind»               | 4:32         |
| 6.  | «Arise»                              | 3:24         |
| 7.  | «Turn Back the Time»                 | 3:52         |
| 8.  | «Empty Promises»                     | 4:07         |
| 9.  | «The Artificial»                     | 3:23         |
| 10. | «Born from Nothing»                  | 3:02         |

## Участники записи
- Леви Бентон — экстремальный вокал, сочинение текстов
- БиДжей Стэд — соло-гитара, бэк-вокал
- Райан Нефф — бас-гитара, чистый вокал, сочинение текстов
- Джастин Ауфдемкамп — ритм-гитара, бэк-вокал
- Джерод Бойд — ударные

## Позиции в чартах
| Чарт (2015)                          | Позиция |
| ------------------------------------ | ------- |
| США (Billboard 200)                  | 49      |
| США (Billboard Independent Albums)   | 4       |
| США (Billboard Top Hard Rock Albums) | 2       |
| США (Billboard Top Rock Albums)      | 5       |